# Могилёвский автобус
Автобусное движение в Могилёве начало существовать в 1934 году. Суммарная длина автобусных маршрутов в Могилёве составляет около 830 км. Действует 42 городских автобусных маршрута.
Эксплуатирующая организация — Могилевский филиал Автобусный парк № 1 ОАО «Могилевоблавтотранс».

## История

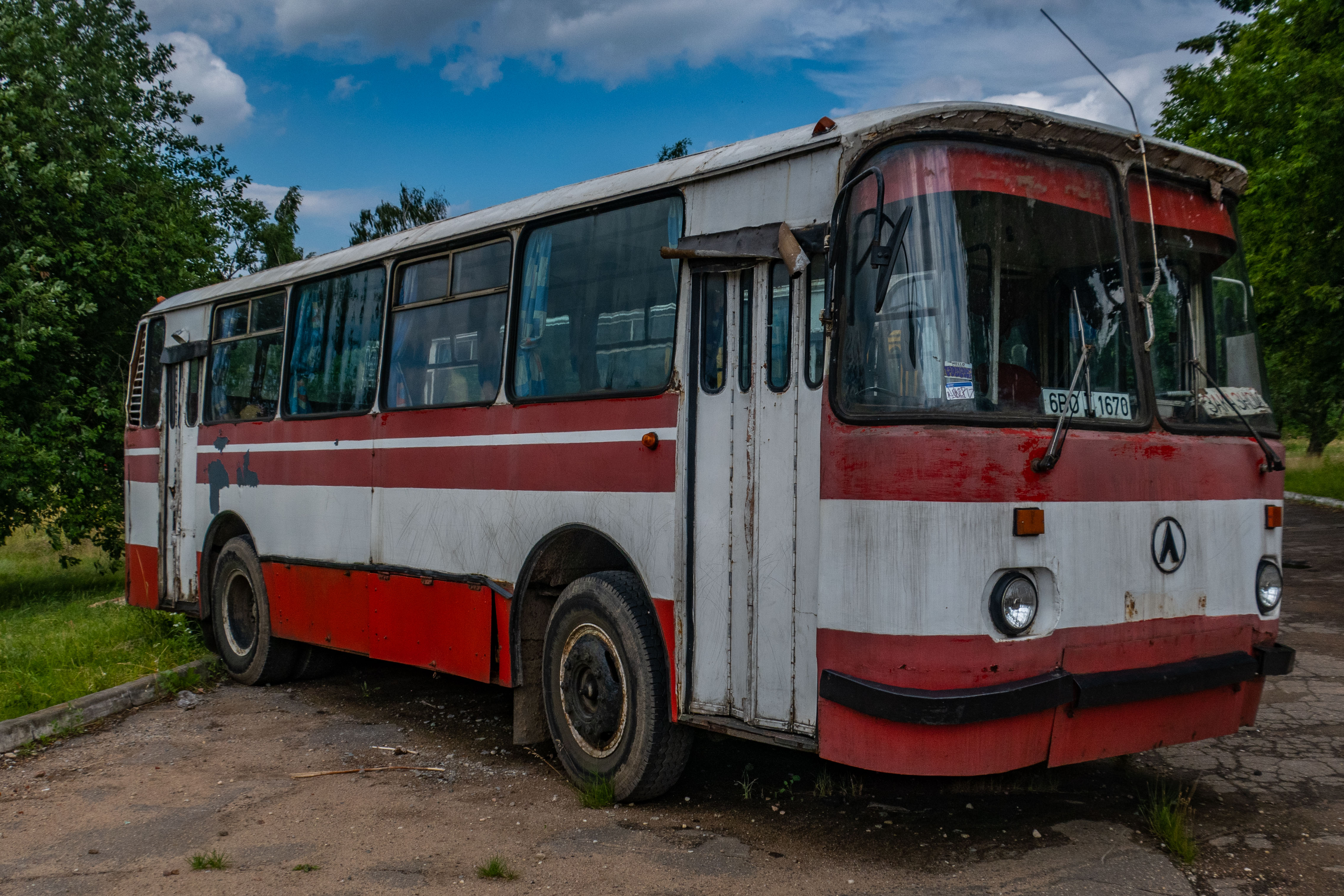
Экземпляр ЛАЗ-695, эксплуатировавшийся в Могилёве на городских маршрутах, с начала 2000-х до 2017 года годов — на линии Могилёв—Горки

Движение автобусов в Могилёве открылось в начале 1925 года. Первые могилёвские автобусы курсировали по маршруту Вокзал — Вал Красной звезды (ныне район пл. Орджоникидзе). Их работало 2 штук. Автобусное движение было прервано во время немецкой оккупации 1941—1944 гг. В 1946 году автобусное движение восстановлено и, в течение нескольких последующих лет, построено главное автотранспортное предприятие города Автобусный парк на Гомельском шоссе. К 1952 году открыт междугородний автобусный маршрут Минск — Могилёв. В 1950-60-е г.г. подвижной состав АП представляли ЗИС, ЛАЗ-695 первых серий, Икарус-55 Люкс, ПАЗ-651 и др. типичные для того времени автобусы. В 1968 году Автовокзал с Привокзальной площади перенесён в новое здание на улице Ленинской. С конца 1960-х годов начали поступать автобус ЛиАЗ-677 первых серий, Икарус-556, Икарус-180. К 1970-м годам в городе действовало около 30 автобусных маршрутов. С Автовокзала отправлялись междугородние автобусы в Киев, Вильнюс, Житомир, Чернигов, Минск, Витебск, Гродно, Гомель, Барановичи, Борисов, Мозырь, Пинск, Солигорск, Светлогорск, Оршу. Существовали автостанции у Минского и Быховского рынков, откуда отправлялись пригородные автобусные маршруты. В 1980-х гг. на смену ушедшим автобусам ЗИС, стали приходить Икарус-180, Икарус-556, Икарус-260, Икарус-280, ЛАЗ-699, Икарус-255, Икарус-256 (для междугородних маршрутов), всё больше появлялось ЛиАЗ-677, на пригородных маршрутах работали ЛАЗ-695Н, а позже и ЛАЗ-4202. В это время количество городских маршрутов колебалось в районе 32-35, нумерация пригородных начиналась с № 70-80. С 90-х годов произошло разделение некоторых маршрутов на работающие в будние дни и их укороченные версии, работающие по выходным и праздникам, но с иным номером от № 39 и далее. Недолгое время на рубеже 90-х — 2000-х существовали «выходные» версии некоторых маршрутов. В период с 1991 и до середины 2000-х годов многократно менялись трассы около половины автобусных маршрутов. Значительные изменения претерпела маршрутная сеть после открытия моста через Днепр на ул. Королёва, а также после расформирования в середине 1990-х автостанции у Быховского рынка и перенос маршрутов на пл. Орджоникидзе, а затем и расформирование самой конечной на площади. Закрылась автостанция и у завода Кирова. Отправление всех пригородных маршрутов было перенесено на Автовокзал. К концу 1990-х постепенно убирали автобусы ЛАЗ-695, ЛАЗ-4202, ЛиАЗ-677, и им на смену поступали б/у Икарусы-280, как в городском, так и в пригородном исполнении. В 1997-99 годах в город в не большом количестве поступили первые отечественные автобусы МАЗ-103, МАЗ-104, МАЗ-104с. К началу 2000-х годов основу парка городских автобусов составляли Икарус-280, Икарус-260. В 2001—2003 годах на замену наиболее изношенным машинам Икарус-280, отслуживших 15-20 лет, в Германии были закуплено два десятка б/у автобусов Mercedes-Benz O405G.

## Подвижной состав
На городских маршрутах Могилёва функционируют такие автобусы, как: МАЗ-103, МАЗ-105, МАЗ-107, МАЗ-203, МАЗ-206, МАЗ-215, ГАЗель NEXT

## Городская маршрутная сеть
| Номер маршрута | Начальная точка                                     | Конечная точка                                                                                             | Режим работы | Примечания                                                                   |
| -------------- | --------------------------------------------------- | --- | ------------ | ---------------------------------------------------------------------------- |
| 1              | улица Фатина                                        | Энергоремонт                                                                                               | по будням    | в часы пик — до ОАО «Могилёвтрансмаш»                                        |
| 2              | УЗ «Могилёвская больница № 1»                       | посёлок Броды                                                                                              | по будням    |                                                                              |
| 3              | Автовокзал                                          | ОАО «Райагропромтехника»                                                                                   | все дни      | по выходным — до РУП «Могилёвоблнефтепродукт» и деревни Бруски               |
| 4              | улица Златоустовского                               | микрорайон «Казимировка»                                                                                   | все дни      | по выходным — до деревни Ильинка и посёлка Присно                            |
| 5              | Областная больница                                  | УЗ «Могилёвская больница № 1»                                                                              | по будням    |                                                                              |
| 6              | Ж/Д вокзал                                          | Любужский лесопарк                                                                                         | по будням    |                                                                              |
| 7              | Могилёв Трансмаш                                    | улица Симонова                                                                                             | по будням    | в часы пик — до МГКУ ДМП (Облгаз) и посёлка Днепр                            |
| 8              | Школа № 13                                          | Ж/Д вокзал                                                                                                 | все дни      |                                                                              |
| 9              | посёлок Пашково                                     | улица 30 лет Победы                                                                                        | все дни      | по будням в часы пик — через ОАО «Моготекс»                                  |
| 9К             | Печерский лесопарк                                  | площадь Ленина                                                                                             | все дни      | Ходит по крупным праздникам если они устраиваются в Печерском заказнике      |
| 10             | Могилёвское областное кадетское училище             | завод «Могилёвлифтмаш»                                                                                     | все дни      | последний рейс отправлением с завода «Могилёвлифтмаш» — через ОАО «Моготекс» |
| 11             | посёлок Гребенёво                                   | микрорайон «Юбилейный-2»                                                                                   | все дни      |                                                                              |
| 12             | деревня Городщина-2                                 | микрорайон «Юбилейный-1»                                                                                   | все дни      |                                                                              |
| 13             | Площадь Орджоникидзе                                | ИООО «Мебелайн»                                                                                            | по будням    | только в часы пик                                                            |
| 14             | Железнодорожный вокзал                              | Больница медицинской реабилитации                                                                          | все дни      |                                                                              |
| 15             | УЗ «Могилёвская больница № 1»                       | РУП «Могилёвоблнефтепродукт»                                                                               | по будням    | в часы пик — до деревни Бруски                                               |
| 17             | ОАО «Ольса»                                         | завод «Эмис»                                                                                               | по будням    | только в часы пик                                                            |
| 18             | улица Фатина                                        | улица 30 лет Победы                                                                                        | по будням    |                                                                              |
| 19             | УЗ «Могилёвская больница № 1»                       | посёлок Броды-1                                                                                            | по будням    |                                                                              |
| 20             | Завод вентзаготовок                                 | площадь Ордженкидзе                                                                                        | все дни      | некоторые рейсы до деревни Подгорье                                          |
| 21             | деревня Новосёлки                                   | площадь Ордженкидзе                                                                                        | все дни      |                                                                              |
| 22             | микрорайон «Казимировка»                            | посёлок Ямницкий                                                                                           | по будням    |                                                                              |
| 23             | Областная больница                                  | УЗ «Могилёвская больница № 1»                                                                              | все дни      |                                                                              |
| 24             | Школа № 13                                          | Деревня Соломинка                                                                                          | все дни      |                                                                              |
| 25             | Ж/Д вокзал                                          | Любужский лесопарк                                                                                         | по будням    |                                                                              |
| 26             | Ж/Д вокзал                                          | посёлок Малая Боровка                                                                                      | все дни      |                                                                              |
| 27             | микрорайон «Казимировка»                            | улица Златоустовского                                                                                      | по будням    |                                                                              |
| 28             | деревня Присно-2 (иногда: микрорайон «Казимировка») | улица Жемчужная                                                                                            | все дни      |                                                                              |
| 29             | посёлок Ямницкий                                    | микрорайон «Юбилейный-2»                                                                                   | все дни      |                                                                              |
| 30             | микрорайон «Казимировка»                            | ОАО «Ольса»                                                                                                | все дни      |                                                                              |
| 31             | Автовокзал                                          | деревня Половинный Лог                                                                                     | все дни      |                                                                              |
| 32             | Пашковское кладбище                                 | Поликлиника № 9                                                                                            | все дни      |                                                                              |
| 32К            | Пашковское кладбище                                 | площадь Ленина (Театр кукол)                                                                               | все дни      | Ходит во время радуницы как доп. маршрут                                     |
| 33             | АЗС Белоруснефть (ул. Криулина)                     | улица Центральная (аг. Буйничи)                                                                            | все дни      |                                                                              |
| 34             | Автовокзал                                          | деревня Гаи                                                                                                | все дни      |                                                                              |
| 34К            | Площадь Ленина (Театр кукол)                        | Поворот на Присно                                                                                          | все дни      | Ходит во время радуницы как доп. маршрут                                     |
| 35             | посёлок Броды-2                                     | микрорайон ОАО «Ольса»                                                                                     | все дни      |                                                                              |
| 36             | УЗ «Могилёвская больница № 1»                       | Речной порт                                                                                                | по будням    |                                                                              |
| 37             | Автовокзал                                          | деревня Калиновая (Иногда: СТ «Химик»)                                                                     | все дни      |                                                                              |
| 38             | Областная больница                                  | СПМК-130                                                                                                   | все дни      |                                                                              |
| 39             | улица Подгорная                                     | улица 30 лет Победы                                                                                        | все дни      |                                                                              |
| 40             | улица Фатина                                        | завод «Эмис»                                                                                               | все дни      |                                                                              |
| 41             | Могилёвское областное кадетское училище             | УЗ «Могилёвская больница № 1»                                                                              | по выходным  |                                                                              |
| 43             | Могилёвский мусороперерабатывающий завод            | Могилёвское областное кадетское училище                                                                    | по будням    |                                                                              |
| 45             | улица Фатина                                        | улица 30 лет Победы                                                                                        | по выходным  |                                                                              |
| 46             | улица Старочаусская                                 | деревня Городщина-2 (Иногда: микрорайон «Казимировка»; улица Николая Судзиловского (микрорайон «Спутник»)) | все дни      |                                                                              |
| 51             | Юго-восточное кладбище (Лавсановское)               | улица Фатина                                                                                               | по выходным  | Действует во время радуницы                                                  |
| 56             | посёлок Броды-1 (Еврейское кладбище)                | площадь Орджоникидзе — БИП                                                                                 | по выходным  | Действует во время радуницы                                                  |

• Автобус также может следовать в автобусный парк (По Островского или по Шмидта) (АП), до автовокзала (АВ), до СШ-13, а также до каких-то других остановок, как например площадь Орджоникидзе или железнодорожный вокзал (ж/д) (обычно когда идут из парка)